# (62503) Tomcave
(62503) Tomcave – planetoida z pasa głównego asteroid okrążająca Słońce w ciągu 4,46 lat w średniej odległości 2,71 j.a. Została odkryta 30 września 2000 roku przez Myke’a Collinsa i Minora White’a w obserwatorium w miejscowości Anza w Kalifornii. Nazwa planetoidy upamiętnia Thomasa Rolanda Cave’a III (1923-2003) – amerykańskiego astronoma amatora.